# Côte-de-Fer
Côte-de-Fer, in creolo haitiano Kòt Defè, è un comune di Haiti facente parte dell'arrondissement di Bainet, nel dipartimento del Sud-Est.